# Phalaenopsis lindenii
Phalaenopsis lindenii är en orkidéart som beskrevs av August Loher. Phalaenopsis lindenii ingår i släktet Phalaenopsis och familjen orkidéer. Inga underarter finns listade i Catalogue of Life.

## Bildgalleri

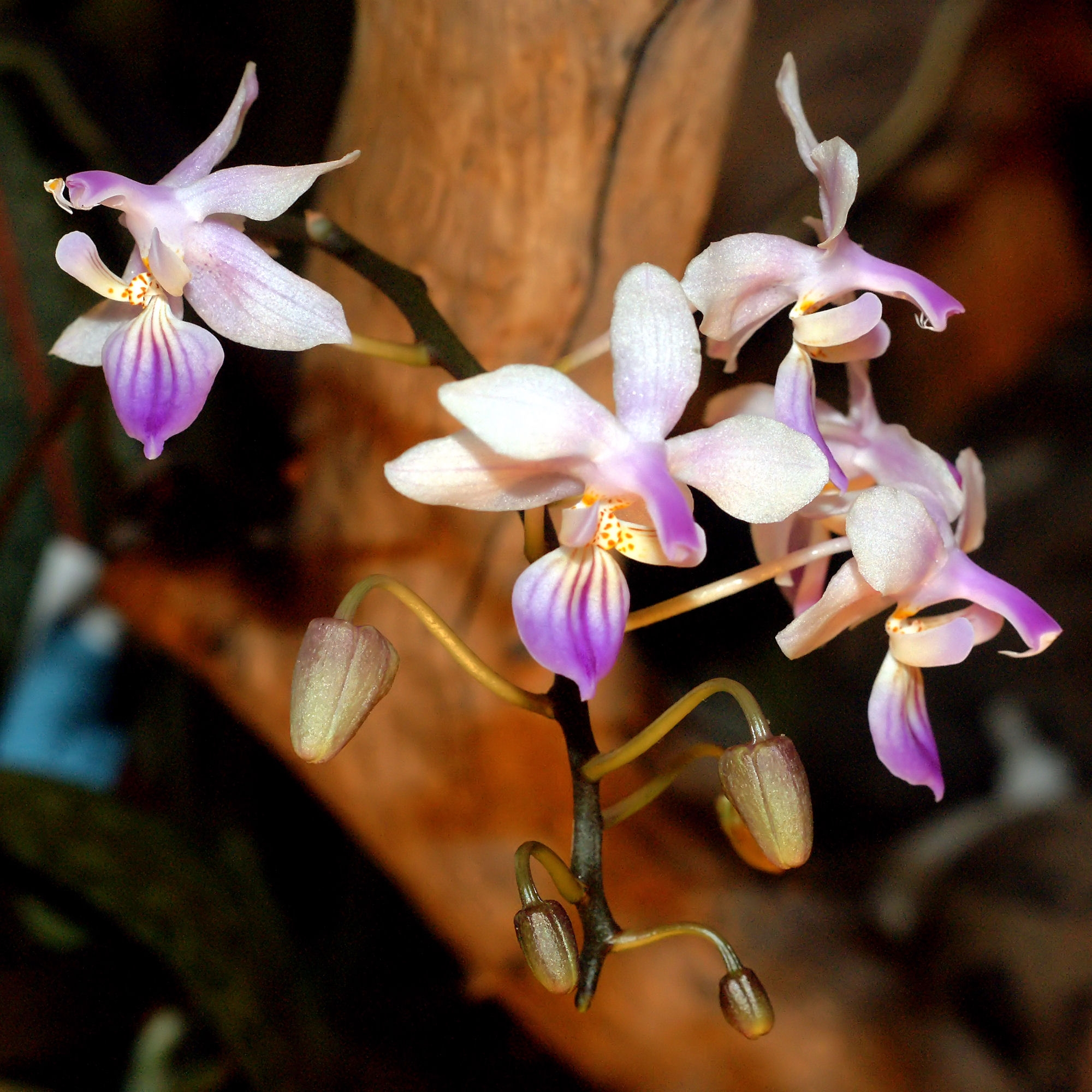
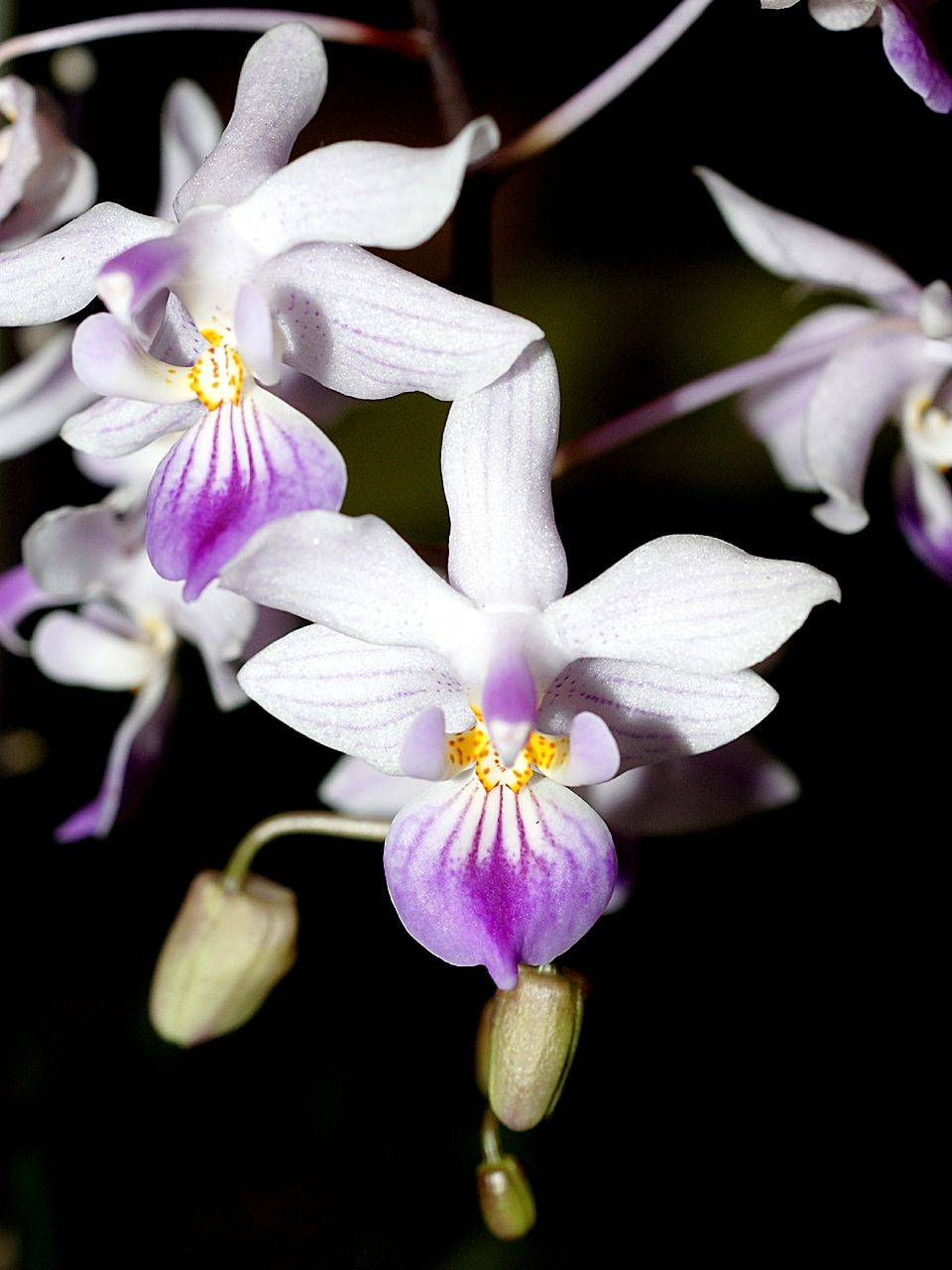